# 1954年の航空
< 1954年
1953年の航空 - 1954年の航空 - 1955年の航空

## 航空に関する出来事
- 1月10日 - BOACのデ・ハビランド コメットが地中海に金属疲労から墜落し、35人の犠牲者がでた。
- 4月1日 - マレー半島で写真偵察の任務についていたイギリス空軍のスピットファイアの最後の任務飛行が行われる。
- 4月8日 - 南アフリカ航空のデ・ハビランド コメットがローマ、ヨハネスブルグ間の飛行で墜落し、14人の乗客と7人の乗員が死亡した。

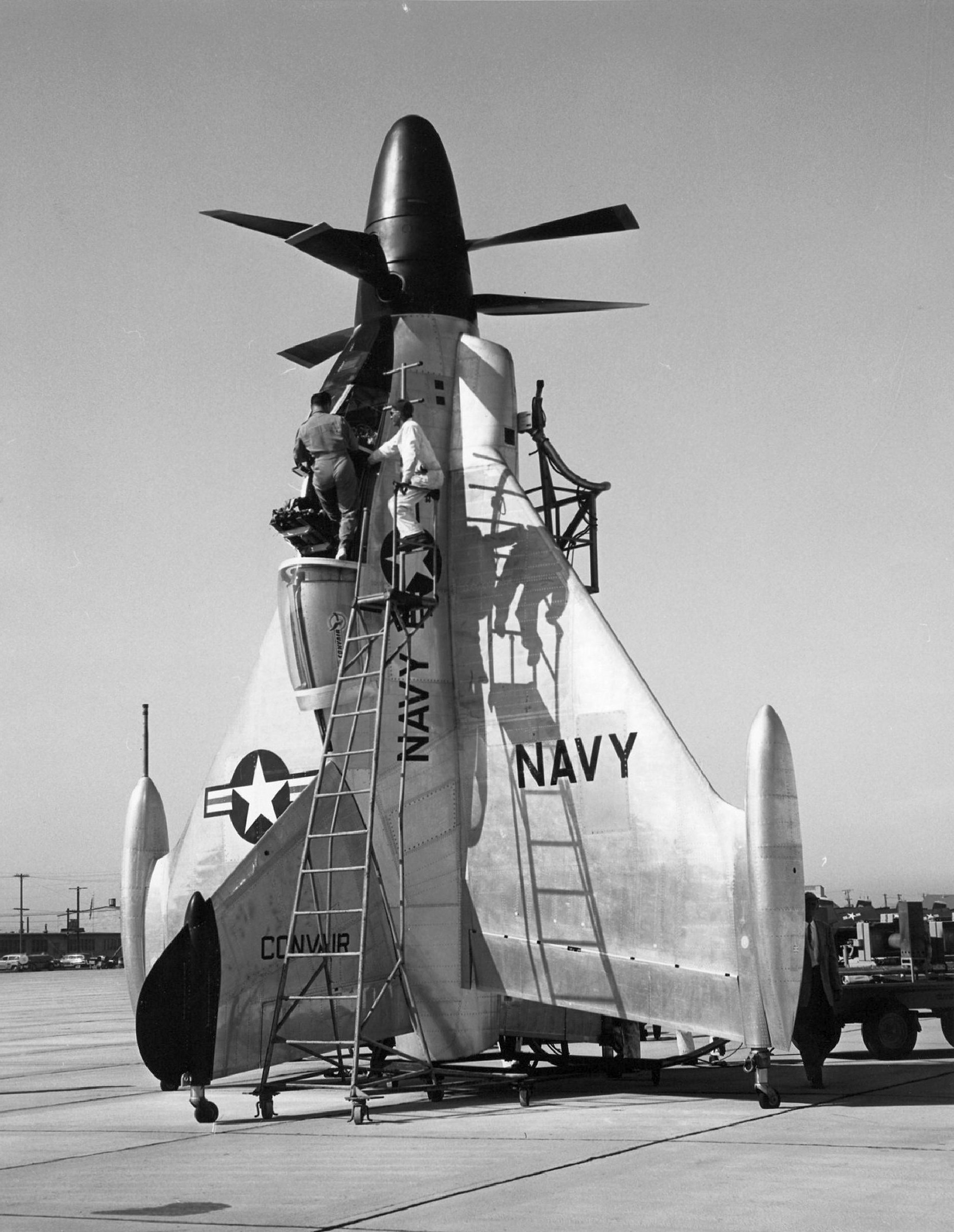
コンベア XFY-1

- 4月8日 - カナダ空軍のカナディア ハーバードとトランスカナダ航空の旅客機が空中衝突し乗客ら36人と、墜落による地上の1人が犠牲になった。
- 6月2日 - ベルギーのダグラスDC-3がユーゴスラビア空軍のMiG-15が攻撃を受けオーストリアに着陸した。
- 6月21日 - 3機のB-47 ストラトジェットが15時間以下で太平洋を横断した。
- 7月1日 - 日本の航空自衛隊が発足した。
- 7月22日 - 海南島付近でキャセイ・パシフィック航空のダグラス DC-4が撃墜される。
- 7月26日 - キャセイ・パシフィック航空の生存者を捜索中のアメリカ海軍の2機のA-1 スカイレーダーが、ラヴォーチキンLa-7の攻撃を受け、La-7を撃墜する。
- 11月2日 - 垂直離着陸可能な試作戦闘機、コンベア XFY ポゴが垂直飛行から水平飛行への移行に成功する。
- 11月7日 - 北海道付近の海上でB-29がソビエト空軍のMiG-15によって撃墜される。ソビエト側はスパイ飛行であると主張する。
- 11月17日 - B-47 ストラトジェットが悪天候を避けるために9回の空中給油を受けて、47時間35分上空で待機した。

## 1954年に初飛行した機体の画像

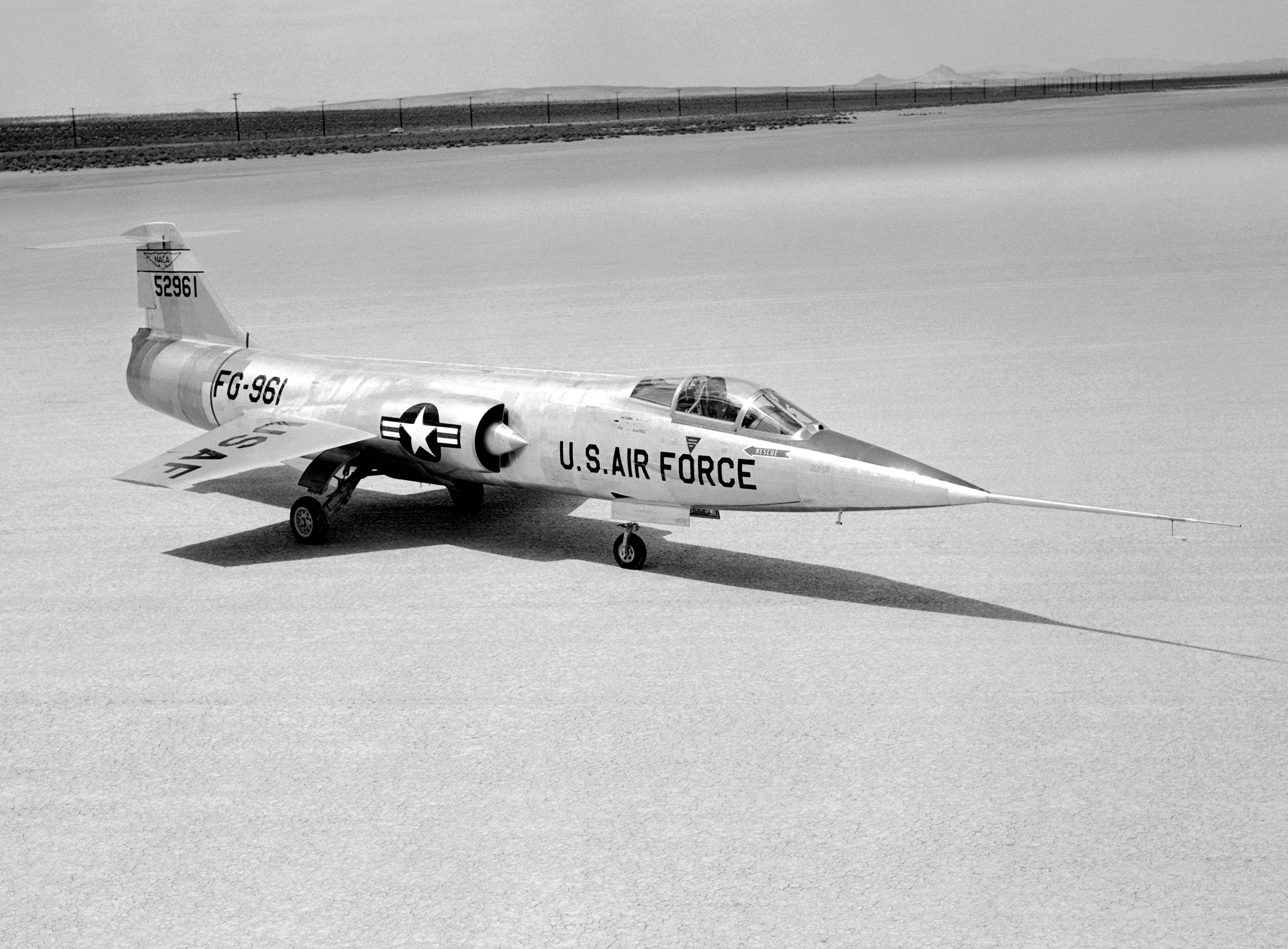
F-104 （3月4日）
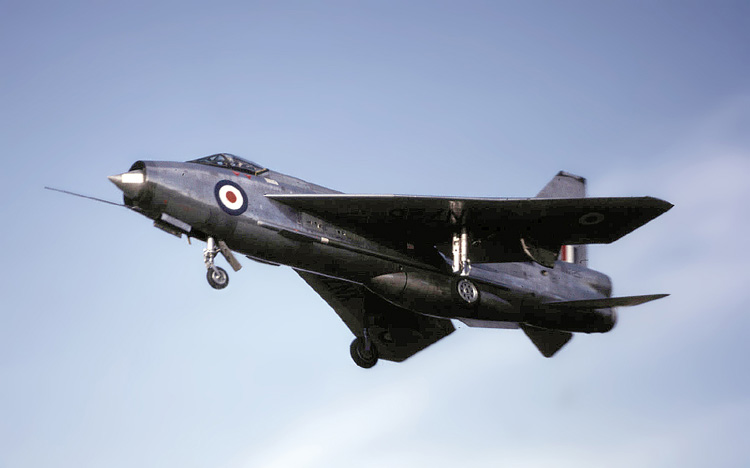
イングリッシュ・エレクトリック ライトニング（P.1A） （8月4日）
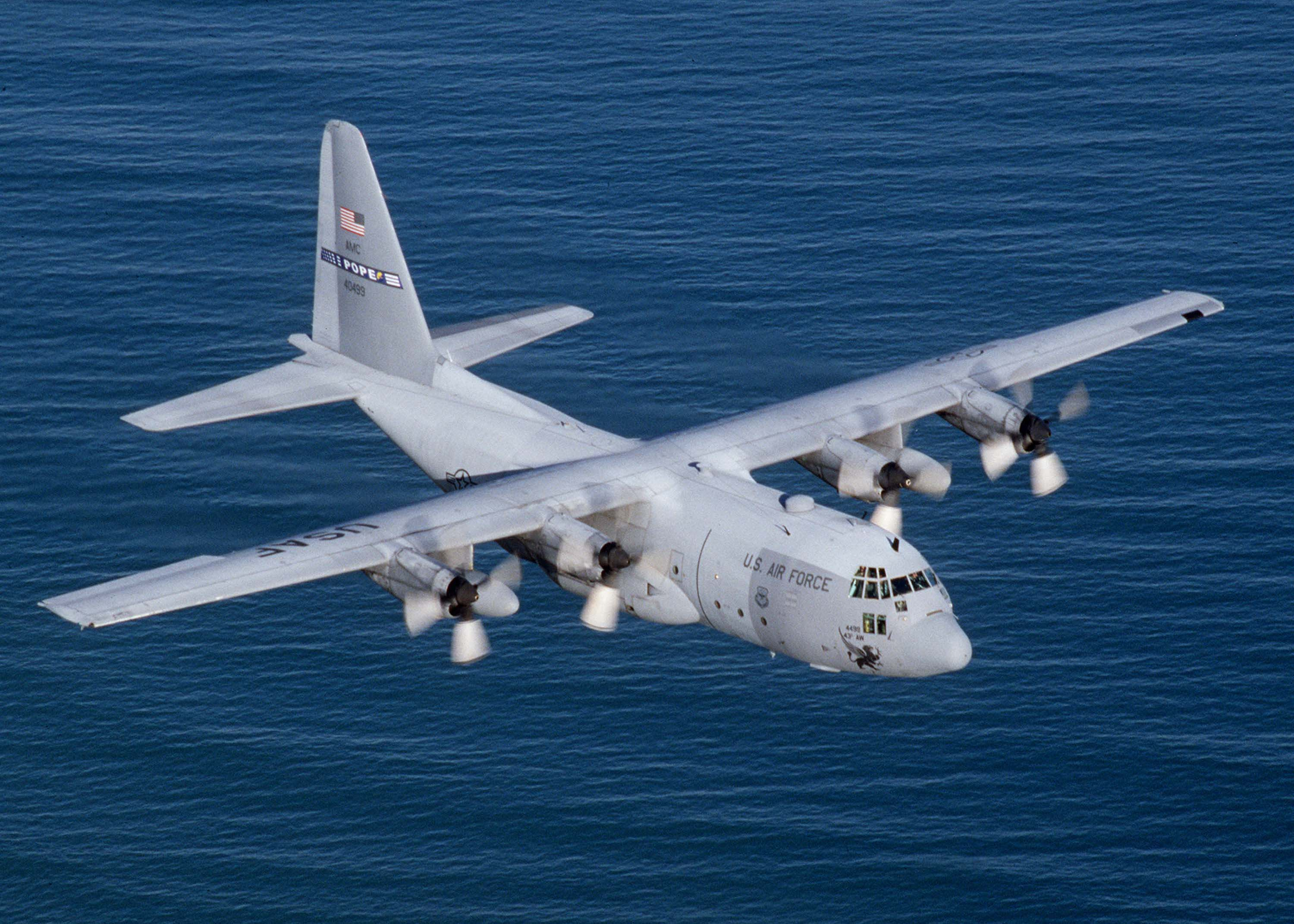
C-130 ハーキュリーズ （8月23日）
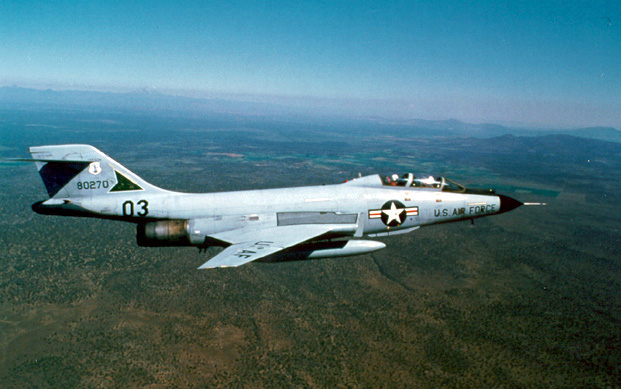
F-101 （9月29日）

## 航空に関する賞の受賞者
- ハーモン・トロフィー：ジェームズ・F・コールマン、マリオン・H・エッペス
- FAI・ゴールド・エア・メダル：ジミー・ドーリットル
- シーグレーブ・トロフィー：ネヴィル・デューク